# Primera División de Antigua y Barbuda 2015-16
La Primera División de Antigua y Barbuda 2015-16 será la edición número 45 de la Primera División de Antigua y Barbuda.

## Formato
En el torneo participarán diez equipos que jugarán entre sí mediante el sistema todos contra todos dos veces, totalizando dieciocho partidos cada uno. Al término de las dieciocho jornadas el club con el mayor puntaje se proclamará campeón y junto al subcampeón, de cumplir con los requisitos establecidos, podrá participar en el Campeonato de Clubes de la CFU 2017. Por otra parte, los dos últimos clasificados descenderán a la Primera Liga de Antigua y Barbuda mientras que el octavo clasificado jugará el play-off de relegación.

## Equipos participantes
| Pos.   | Equipo          |
| ------ | --------------- |
| 1      | Parham FC       |
| 2      | Hoppers FC      |
| 3      | SAP FC          |
| 4      | Grenades F.C.   |
| 5      | Fort Road FC    |
| 6      | Ottos Rangers   |
| 7      | Old Road        |
| 8      | Five Islands FC |
| 1 (SD) | Empire FC       |
| 2 (SD) | Bullets FC      |

## Ascensos y descensos
| Pos. | Ascendidos de Primera Liga 2014-15 |
| ---- | ---------------------------------- |
| 1    | Empire FC                          |
| 2    | Bullets FC                         |

| Pos. | Descendidos de Primera División 2014-15 |
| ---- | --------------------------------------- |
| 9    | Bassa Sports Club                       |
| 10   | Urlings Golden Stars                    |

## Tabla de posiciones
Actualizado el 12 de octubre de 2016.
| Pos. | Equipo          | PJ | PG | PE | PP | GF | GC | DG  | Pts. | Clasificado a                                 |
| ---- | --------------- | -- | -- | -- | -- | -- | -- | --- | ---- | --------------------------------------------- |
| 1    | Hoppers FC      | 18 | 13 | 2  | 3  | 41 | 16 | +25 | 41   | Campeón y Campeonato de Clubes de la CFU 2017 |
| 2    | Grenades F.C.   | 18 | 11 | 3  | 4  | 33 | 19 | +14 | 36   | Campeonato de Clubes de la CFU 2017           |
| 3    | Empire FC       | 18 | 9  | 5  | 4  | 34 | 26 | +8  | 32   |                                               |
| 4    | Old Road        | 18 | 9  | 3  | 6  | 38 | 24 | +14 | 30   |                                               |
| 5    | Parham FC       | 18 | 9  | 3  | 6  | 36 | 23 | +13 | 30   |                                               |
| 6    | SAP FC          | 18 | 7  | 4  | 7  | 36 | 31 | +5  | 25   |                                               |
| 7    | Bullets FC      | 18 | 5  | 6  | 7  | 23 | 28 | −5  | 21   |                                               |
| 8    | Ottos Rangers   | 18 | 6  | 3  | 9  | 30 | 38 | −8  | 21   | Play-off de relegación                        |
| 9    | Fort Road FC    | 18 | 3  | 2  | 13 | 18 | 46 | −28 | 11   | Primera Liga de Antigua y Barbuda 2016-17     |
| 10   | Five Islands FC | 18 | 1  | 3  | 14 | 15 | 53 | −38 | 6    | Primera Liga de Antigua y Barbuda 2016-17     |

## Play-off de relegación
fue jugado por el octavo de la primera división y el tercer y cuarto clasificado de la Primera liga, el ganador jugará en primera división la próxima temporada.
 Actualizado el 12 de octubre de 2016.
| Pos. | Equipo            | PJ | PG | PE | PP | GF | GC | DG | Pts. | Clasificado a                             |
| ---- | ----------------- | -- | -- | -- | -- | -- | -- | -- | ---- | ----------------------------------------- |
| 1    | Glanvilles FC     | 2  | 1  | 1  | 0  | 4  | 3  | +1 | 4    | Primera División 2016-17                  |
| 2    | Ottos Rangers     | 2  | 1  | 0  | 1  | 7  | 4  | +3 | 3    | Primera Liga de Antigua y Barbuda 2016-17 |
| 3    | All Saints United | 2  | 0  | 1  | 1  | 0  | 4  | −4 | 1    | Primera Liga de Antigua y Barbuda 2016-17 |

| Glanvilles FC Asciende a Primera División | Ottos Rangers Desciende a Primera Liga |

| All Saints United Se mantiene en Primera Liga |